# آنخل گیلرمو هویوس
آنخل گیلرمو هویوس (اسپانیایی: Ángel Guillermo Hoyos‎؛ زادهٔ ۹ ژوئن ۱۹۶۳) بازیکن فوتبال اهل آرژانتین است.

## باشگاهی
از باشگاه‌هایی که در آن بازی کرده‌است می‌توان به باشگاه فوتبال رئال مادرید کاستیا و باشگاه فوتبال بوکا جونیورز اشاره کرد.